# Dealu Văleni
Dealu Văleni – wieś w Rumunii, w okręgu Vâlcea, w gminie Zătreni. W 2011 roku liczyła 175 mieszkańców.